# Ђауме I од Арагона
Ђауме I од Арагона (кат. Jaume d'Aragó, шп. Jaime I de Aragón) познат још и као Ђауме Освајач (кат. Jaume el Conqueridor, шп. Jaime el Conquistador), рођен је у Монпељеу, 2. фебруара 1208. године, а умро је у Валенсији 27. јула 1276. године. Био је краљ Арагона и Валенсије (1239—1276) и Мајорке (1229—1276), као и гроф од Барселоне и каталонски принц (1213—1276) и господар Монпељеа (1219—1276) и других феуда у Окситанији. Био је син Переа Католичког и Марије од Монпељеа.
Ђауме I је био и један од најдуговечнијих владара у историји средњовкеовног Арагона. умро је у 68. години живота. Такође је био и владар са најдужим стажом у читавој историји Шпаније, владао је Круном Арагона пуне 63 године. Сахрањен је у манастиру Поблет, у Тарагони, Каталонија.

## Рођење и младост
Према легенди, Ђауме је био зачет на веома необичан начин. Пошто су се његови родитељи веома лоше слагали, постојао је страх да ће престо остати без наследника, те су се арагонски племићи досетили и сковали план како да на превару дођу до наследника. Рекоше краљу Переу да ће му довести нову љубавницу, која је у ствари била његова сопствена жена Марија. Једне ноћи су Марију одвели у Переове одаје под окриљем мрака, те тако они проведоше целу ноћ заједно и зачеше Ђаумеа. Када се родио, краљица је наредила да се запали 12 свећа, по једна за сваког апостола, одредивши да ће дати име сину по оном апостолу чија свећа се последња угаси, што се десило са свећом светог апостола Јакова (на каталонском, Ђауме), те млади принц тако доби име..
Након смрти Переа Католичког у бици код Муреа (1213), у којој је учествовао бранећи своје окситанске поданике, Ђауме је био предат Симону де Монфору, вођи крсташког рата против Албижана и непријатељу окситанских лидера. Није га вратио Арагонцима читаву годину и само након интервенције папе Иноћентија III 1214. године и његове претње војном интервенцијом Монфор није имао другог избора него да врати дечака. Исте године у Љеиди је била одржана скупштина Каталонаца и Арагонаца на којој је Ђауме проглашен за краља Арагона и грофа од Барселоне и склопљен је десетогодишњи мир са Маврима. Док није постао пунолетан, био је под старатељством темплара у дворцу Монзон, а Арагоном је регентовао Санчо Рајмундез, син Рамона Беренгера IV, и Ђаумеов деда-ујак.
Септембра 1218. одржала се заједничка скупштина каталонског и арагонског Кортеса на којој је Ђауме проглашен пунолетним. Године 1219. умире му мајка, од кога наслеђује титулу господара Монпељеа.
Фебруара 1221. године, оженио се Леонор од Кастиље, сестром госпе Беренгеле и тетком Фернанда III од Кастиље. Пошто је овај брак био поништен због крвне сродности, 8. септембра 1235. склопио је други брак са принцезом Виолантом, кћерком угарског краља, Андрије II. Тестаментом свог рођака Нуња Санчеза, наследио је грофовије Росељо и Сердању и надгрофовију Феноје у Француској (1241).

## Односи са Француском и Наваром
Од 1230. до 1232. Ђауме је преговарао са Санчом VII од Наваре око помоћи која је Санчу била потребна против његовог синовца и најближег живог рођака, Теобалда IV од Шампање. Ђауме и Санчо су на крају склопили споразум којим Ђауме постаје наследник Наваре након Санчове смрти, међутим, кад је Санчо умро, племство у Навари је на престо поставило Теобалда (1234), што је довело до сукоба Ђаумеа и Теобалдатако да је и сам папа Гргур IX био позван да интервенише. На крају се Ђауме ипак повукао и препустио престо Теобалду.
Ђауме је покушао да створи државу која би се простирала с обе стране Пиринеја, и тиме била протитежа Француској северно од Лоаре. Сви покушаји још од доба Визигота, наилазили су на физичке, културалне и политичке препреке. У случају Наваре, Ђауме није хтео да се упушта у исхитрене и надасве опасне авантуре. Споразумем у Корбелу из 1258, отворено се повукао из конфликта са француским краљем, Лујем IX и задовољио се произнањем свог положаја од стране Француза и њиховим одустајањем од полагања права на Каталонију као француску територију.

## Реконкиста
Током првих 15 година своје владавине, Ђауме је морао да води непрекидне борбе против арагонског племства које је чак успело да га зароби 1224. Године 1227. поново се суочио са устанком арагонских племића које је предводио принц Фернандо, краљев ујак, и који се завршио захваљујући интервенцији Папе и преко надбискупа од Тортосе, потписивањем договора у Алкали, у марту 1227. Овај споразум је представљао победу монархије над племићима, и дао неопходну стабилност краљевини за почетак борбе против Мавара и прикључење Реконкисти.

### Освајање Балеарских острва

##### Освајање Мајорке
Трговци из Барселоне, Тарагоне и Тортосе су затражили краљеву интервенцију услед све учесталијих напада гусара са Мајорке. На једном састанку у Барселони, у децембру 1228, понудили су му бродове, а каталонски племићи су обећали да ће учествовати у подухвату у замену за ратни плен и територијалне уступке. На другом састанку у Лериди, арагонски племићи су такође пристали на исте услове, али су предложили краљу да се крене против муслимана у Валенсији, те њихово учешће у освајању Мајорке нема неког већег значаја.
Иако је група арагоских племића учествовала у кампањи због обавеза према краљу, освајање Мајорке је искључиво каталонски подухват, као што ће и у каснијем насељавању острва досељеници бити искључиво Каталонци.
Године 1229, каталонска војска са 150 бродова из Ђенове, 1.500 коњаника и 15.000 пешадинаца креће из Салоуа и осваја Мајорку поразивши Абуу Јаха, полунезависног алмохадског владара острва.
Каталонске трупе су се искрцале у Санта Понси и однеле победу над муслиманима у бици код Портопија, 13. децембра 1229. Муслимани су побегли у утврђење у Палми и тамо разапели на крст неколико каталонских војника, на очи Ђаумеових трупа, које су нешто касније напале и освојиле град а становништво масакрирале. У року од неколико месеци, Ђаумеове трупе су освојиле цело острво осим мале групе муслимана која је још увек пружала отпор утврдивши се у планини Трамонтана и тамо се одржала до 1232. Остатак муслиманског становништва је побегао у Африку или је постао робље, а острво су населили Каталонци. Након покоља становништва Палме, због гомиле лешева избија епидемија која је покосила Ђаумеову војску. Каталонски племићи су изазвали сукобе око плена што је још више ослабило војну моћ арагонског краља.
Мајорка као краљевина настаје 1230. као саставни део Круне Арагона и под именом Регнум Мајорикарум (лат. Regnum Maioricarum).

##### Освајање Менорке
Освајање Мајорке је представљало крај исламских гусара који су оперисали око Балеарских острва, који су ометали терговину између Каталоније и севера Африке. Учесници су били богато награђени, нарочито племство, које је суврстило свој друштвени и политички положај.
Међутим, сукоби око плена у самој каталонској војсци ослабили су саму војску Ђаумеа Освајача, те се он видео неспособним да крене у даље освајање суседног острва, Менорке. Међутим, ипак је постигао договор са муслиманским господарима острва да га признају за врховног владара и да прихвате положај вазала Арагона (1231). Вазалство Менорке је пренето на краљевину Мајорку у тестаменту Ђаумеа I. Алфонсо III од Арагона ће коначно освојити ово острво 1287. године, након чега ће бити насељена као и Мајорка, Каталонцима, иако се на Менорци задржао знатан део муслиманског становништва, које је касније било протерано.
За Каталонију, освајање Балеарских осрва имало је вишеструки значај, представљало је територијално проширење и почетак експанзионистичке политике на Медитеран.
И на крају, Ибиза и Форментера су такође потпале под власт каталонске аристократије 1235. године. Острва су населили сељаци из Ампуријаса (Ђирона) (1236). Због значајних доприноса у освајању, грофовија Барселона је добила посебне повластице за трговину земљом и морем са свим острвима.

### Освајање Валенсије
У освајању Валенсије учествовао је много већи број арагонских племића. Године 1231. Ђауме се сусреће са племићем Бласком де Алагоном и мајстором војног реда Светог Јована у Алкањизу како би установили план освајчког похода на валенцијанске територије. Бласко де Алагон је препоручио да се опседају насеља у равницама и да се избегавају утврђена насеља. Међутим, прва насеља која су освојена управо су се налазила на планинском терену: Мореља, где је Бласко искористио слабу одбрану муслиманских господара, и Арес, место близу Мореље који је освојио Ђауме, како би приморао Бласка да му преда Морељу. Освајање територија које ће се касније претворити у краљевину Валенсију започиње 1232. године, са освајањем Мореље. Године 1233. се планира освајање Алканиза, које се састојало из три етапе:
- Прва етапа почиње са освајањем Буријане и Пењисколе 1233.
- Друга етапа се састоји од напредовања на југ док се није стигло до Хукара. Пуђ је био заузет 1237. Након пропасти трупа које је послао краљ Туниса у помоћ Валенсији, потписује се капитулација 28. септембра, да би краљ ушао у град већ 9. октобра.
- Трећа етапа подразумева период између 1243 и 1245 у којој се стигло до границе одређене уговором у Алмизри 1244. којим су Ђауме I и принц Алфонсо од Кастиље (касније краљ Алфонсо Мудри и Ђаумеов зет), одредили границе експанзије Арагона и Кастиље на муслиманску територију. Територије од линије Бијар-Виљахојоса су биле резервисане за Кастиљу, укључујући и краљевину Мурсију, да би се те исте територије укључиле у краљевину Валенсију након арбитраже у Торељасу (1304) и Споразума из Елчеа (1305).

Арагонски племићи су сматрали Валенсију продужетком својих поседа. Међутим, Ђауме је од Валенсије направио краљевину — политичко-правну формацију којој је доделио сопствене законе, и путем династичких веза је везао директно за Круну Арагона, што је веома ражестило арагонско племство. Валенцију су населили Каталонци и Арагонци, међутим, још дуго времена је преовладавало муслиманско становништво. Систерматско кршење и непоштовање споразума од стране хришћана испровоцирало је устанак муслиманског стновништва 1247.

### Освајање краљевине Мурсије
Кастиља је од Мурсије направила свог вазала 1243, међутим, Мурсијанци су се побунили уз помоћ Гранаде и владара из северне Африке (1264). Краљица Виоланте, жена Алфонса Мудрог, краља Кастиље, затражила је помоћ од свог оца, Ђаумеа I. Арагонске трупе, на челу са принцом Переом (будући Пере III од Арагона, Пере Велики), освојише Мурсију и отеше је из муслиманских руку (1265—1266), оставивши за собом неких 10.000 Арагонаца у Мурсији, иако је Споразум из Алмизре (1244) прописивао да је Мурсија припадала Кастиљи.

## Крсташки поход на Свету земљу 1269. године
Године 1267. Ђауме је примио посланике тартарског кана који га је позивао да заједничким снагама помогну византијском цару Михајлу Палеологу у борби против Турака. Ђауме је одавно имао жељу да предузме један крсташки поход, чак је то и предлагао папи Клименту IV док је ратовао у Мурсији. Краљ Кастиље и Ђаумеов зет, Алфонсо Мудри, покушао је да га одговори од намере, али без успеха. Склопио је мир са маварским краљем Гранаде, сакупио средства и војску и 4. септембра 1269. кренуо из Барселоне са 30 бродова и неколико галија, 800 људи међу којима су били алмогавери, јовановци и темплари. Због велике олује која је ухватила бродове, морао је да се искрца у Ег Морту (фр.Aigues-Mortes) у Лангедоку, да се врати у Барселону копненим путем и да заборави на цео подухват.

## Заштитник уметности и књижевности
Ђауме је био веома учен човек и љубитељ уметности и лепе речи. Саградио је катедралу у Лериди чија архитектура носи елементе прелаза између романичког и готичког стила са примесама маварске архитектуре.
Такође је био патрон Универзитета у Монпељеу, чији је развој Ђауме подстицао. Такође је основао Студијум Генерале (интернационално признат универзитет) у Валенсији (1245), и добио подршку од папе Иноћентија IV, али универзитет није имао очекивани успех. Године 1263. Ђауме је председавао чувеном Расправом у Барселони између јеврејског рабина Нахманидеса и Паола Кристијанија, угледног покрштеног Јеврејина, коју је организовао Рајмонд де Пењафорт, лични исповедник краља Ђаумеа. Кристијани је покушавао да Јевреје из Провансе наговори да се покрсте. Ослањајући се на претпоставку да његов противник неће смети да говори потпуно отворено из страха да не повреди осећања хришћана, утврдио је пред краљем да може да докаже истинитост хришћанства на основу Талмуда и других рабинских списа. Нахманидес се одазвао позиву краља, али је захтевао да му се гарантује потпуна слобода говора.
На крају је победу однео јеврејски рабин, а Ђауме га је још и наградио и рекао да "никад није чуо да је један тако неоправдан став био тако племенито брањен"
Ђауме је такође био први велики заштитник и патрон каталонске световне књижевности. Такође би се могао назвати и првим каталонским прозним писцем. Написао је хронику свог живота којој је дао име Књига дела (кат. Llibre dels fets) на каталонском која уједно представља и прву аутобиографију једног хришћанског краља. Осим што садржи аутобиографске податке, „Књига дела“ такође говори о концептима моћи и о сврси монархије, даје примере лојалности и издајства у феудалном поретку, појединости војне тактике, описује развој националног осећања заснованог на појмовима домовине, језика и културе.
Ђауме је такође написао и „Књигу мудрости“ (кат. Llibre de la Saviesa). Ова књига садржи пословице разних аутора из прошлости, обухватајући период између доба краља Соломона и Алберта Великог. Такође се у овој књизи могу наћи и пословице из дела старих арапских филозофа која су вероватно преведена у Барселони у току његове владавине. На двору је радио јеврејски преводилац Јехуда током тог периода.
Ђауме, иако прозни писац, умео је да цени песништво. Након албижанског похода, многи трубадури из Француске су пребегли у Арагон и Каталонију. Међутим, иако је заштитио албижанске песнике, под утицајем свог исповедника Рамона де Пењафорта био је први који је довео Инквизицију у Арагон, а у циљу да спречи билокакав тип превода Библије на народни језик.

## Породично стабло
|  |                                      |  |  |  |  |  |  |  |  |  |  |  |  |  |  |  |
|  | 16. Рамон Беренгер III               |  |  |  |  |  |  |  |  |  |  |  |  |  |  |  |
|  |                                      |  |  |  |  |  |  |  |  |  |  |  |  |  |  |  |
|  |                                      |  |  |  |  |  |  |  |  |  |  |  |  |  |  |  |
|  | 8. Рамон Беренгер IV, гроф Барселоне |  |  |  |  |  |  |  |  |  |  |  |  |  |  |  |
|  |                                      |  |  |  |  |  |  |  |  |  |  |  |  |  |  |  |
|  |                                      |  |  |  |  |  |  |  |  |  |  |  |  |  |  |  |
|  | 17. Douce I, Countess of Provence    |  |  |  |  |  |  |  |  |  |  |  |  |  |  |  |
|  |                                      |  |  |  |  |  |  |  |  |  |  |  |  |  |  |  |
|  |                                      |  |  |  |  |  |  |  |  |  |  |  |  |  |  |  |
|  | 4. Алфонсо II од Арагона             |  |  |  |  |  |  |  |  |  |  |  |  |  |  |  |
|  |                                      |  |  |  |  |  |  |  |  |  |  |  |  |  |  |  |
|  |                                      |  |  |  |  |  |  |  |  |  |  |  |  |  |  |  |
|  | 18. Рамиро II од Арагона             |  |  |  |  |  |  |  |  |  |  |  |  |  |  |  |
|  |                                      |  |  |  |  |  |  |  |  |  |  |  |  |  |  |  |
|  |                                      |  |  |  |  |  |  |  |  |  |  |  |  |  |  |  |
|  | 9. Петронила од Арагона              |  |  |  |  |  |  |  |  |  |  |  |  |  |  |  |
|  |                                      |  |  |  |  |  |  |  |  |  |  |  |  |  |  |  |
|  |                                      |  |  |  |  |  |  |  |  |  |  |  |  |  |  |  |
|  | 19. Агнес од Аквитаније              |  |  |  |  |  |  |  |  |  |  |  |  |  |  |  |
|  |                                      |  |  |  |  |  |  |  |  |  |  |  |  |  |  |  |
|  |                                      |  |  |  |  |  |  |  |  |  |  |  |  |  |  |  |
|  | 2. Петар II Арагонски                |  |  |  |  |  |  |  |  |  |  |  |  |  |  |  |
|  |                                      |  |  |  |  |  |  |  |  |  |  |  |  |  |  |  |
|  |                                      |  |  |  |  |  |  |  |  |  |  |  |  |  |  |  |
|  | 20. Raymond of Burgundy              |  |  |  |  |  |  |  |  |  |  |  |  |  |  |  |
|  |                                      |  |  |  |  |  |  |  |  |  |  |  |  |  |  |  |
|  |                                      |  |  |  |  |  |  |  |  |  |  |  |  |  |  |  |
|  | 10. Алфонсо VII од Леона и Кастиље   |  |  |  |  |  |  |  |  |  |  |  |  |  |  |  |
|  |                                      |  |  |  |  |  |  |  |  |  |  |  |  |  |  |  |
|  |                                      |  |  |  |  |  |  |  |  |  |  |  |  |  |  |  |
|  | 5. Санћа од Кастиље                  |  |  |  |  |  |  |  |  |  |  |  |  |  |  |  |
|  |                                      |  |  |  |  |  |  |  |  |  |  |  |  |  |  |  |
|  |                                      |  |  |  |  |  |  |  |  |  |  |  |  |  |  |  |
|  | 22. Владислав II Пјаст               |  |  |  |  |  |  |  |  |  |  |  |  |  |  |  |
|  |                                      |  |  |  |  |  |  |  |  |  |  |  |  |  |  |  |
|  |                                      |  |  |  |  |  |  |  |  |  |  |  |  |  |  |  |
|  | 11. Ричеза Пољска                    |  |  |  |  |  |  |  |  |  |  |  |  |  |  |  |
|  |                                      |  |  |  |  |  |  |  |  |  |  |  |  |  |  |  |
|  |                                      |  |  |  |  |  |  |  |  |  |  |  |  |  |  |  |
|  | 23. Агнес од Бабенберга              |  |  |  |  |  |  |  |  |  |  |  |  |  |  |  |
|  |                                      |  |  |  |  |  |  |  |  |  |  |  |  |  |  |  |
|  |                                      |  |  |  |  |  |  |  |  |  |  |  |  |  |  |  |
|  | 1. Ђауме I од Арагона                |  |  |  |  |  |  |  |  |  |  |  |  |  |  |  |
|  |                                      |  |  |  |  |  |  |  |  |  |  |  |  |  |  |  |
|  |                                      |  |  |  |  |  |  |  |  |  |  |  |  |  |  |  |
|  | 24. Виљем VI од Монпељеа             |  |  |  |  |  |  |  |  |  |  |  |  |  |  |  |
|  |                                      |  |  |  |  |  |  |  |  |  |  |  |  |  |  |  |
|  |                                      |  |  |  |  |  |  |  |  |  |  |  |  |  |  |  |
|  | 12. Виљем VII од Монпељеа            |  |  |  |  |  |  |  |  |  |  |  |  |  |  |  |
|  |                                      |  |  |  |  |  |  |  |  |  |  |  |  |  |  |  |
|  |                                      |  |  |  |  |  |  |  |  |  |  |  |  |  |  |  |
|  | 25. Sibylla                          |  |  |  |  |  |  |  |  |  |  |  |  |  |  |  |
|  |                                      |  |  |  |  |  |  |  |  |  |  |  |  |  |  |  |
|  |                                      |  |  |  |  |  |  |  |  |  |  |  |  |  |  |  |
|  | 6. Виљем VIII од Монпељеа            |  |  |  |  |  |  |  |  |  |  |  |  |  |  |  |
|  |                                      |  |  |  |  |  |  |  |  |  |  |  |  |  |  |  |
|  |                                      |  |  |  |  |  |  |  |  |  |  |  |  |  |  |  |
|  | 26. Иго II од Бургундије             |  |  |  |  |  |  |  |  |  |  |  |  |  |  |  |
|  |                                      |  |  |  |  |  |  |  |  |  |  |  |  |  |  |  |
|  |                                      |  |  |  |  |  |  |  |  |  |  |  |  |  |  |  |
|  | 13. Матилда од Бургундије            |  |  |  |  |  |  |  |  |  |  |  |  |  |  |  |
|  |                                      |  |  |  |  |  |  |  |  |  |  |  |  |  |  |  |
|  |                                      |  |  |  |  |  |  |  |  |  |  |  |  |  |  |  |
|  | 27. Matilda of Mayenne               |  |  |  |  |  |  |  |  |  |  |  |  |  |  |  |
|  |                                      |  |  |  |  |  |  |  |  |  |  |  |  |  |  |  |
|  |                                      |  |  |  |  |  |  |  |  |  |  |  |  |  |  |  |
|  | 3. Марија од Монпељеа                |  |  |  |  |  |  |  |  |  |  |  |  |  |  |  |
|  |                                      |  |  |  |  |  |  |  |  |  |  |  |  |  |  |  |
|  |                                      |  |  |  |  |  |  |  |  |  |  |  |  |  |  |  |
|  | 28. Јован II Комнин                  |  |  |  |  |  |  |  |  |  |  |  |  |  |  |  |
|  |                                      |  |  |  |  |  |  |  |  |  |  |  |  |  |  |  |
|  |                                      |  |  |  |  |  |  |  |  |  |  |  |  |  |  |  |
|  | 14. Исак Комнин                      |  |  |  |  |  |  |  |  |  |  |  |  |  |  |  |
|  |                                      |  |  |  |  |  |  |  |  |  |  |  |  |  |  |  |
|  |                                      |  |  |  |  |  |  |  |  |  |  |  |  |  |  |  |
|  | 29. Ирена од Угарске                 |  |  |  |  |  |  |  |  |  |  |  |  |  |  |  |
|  |                                      |  |  |  |  |  |  |  |  |  |  |  |  |  |  |  |
|  |                                      |  |  |  |  |  |  |  |  |  |  |  |  |  |  |  |
|  | 7. Евдокија Комнин                   |  |  |  |  |  |  |  |  |  |  |  |  |  |  |  |
|  |                                      |  |  |  |  |  |  |  |  |  |  |  |  |  |  |  |
|  |                                      |  |  |  |  |  |  |  |  |  |  |  |  |  |  |  |
|  | 15. Ирина Синадина                   |  |  |  |  |  |  |  |  |  |  |  |  |  |  |  |
|  |                                      |  |  |  |  |  |  |  |  |  |  |  |  |  |  |  |
|  |                                      |  |  |  |  |  |  |  |  |  |  |  |  |  |  |  |

## Потомство
Са својом првом женом, Леонор, имао је једног сина, Алфонса (1229—1260), који се оженио Констанцом од Монкаде. Алфонсо би, да је поживео, постао наследник Арагона, Валенсије и Каталоније, међутим, након његове смрти, Ђауме прави нови тестамент где Арагон, Валенсију и Каталонију оставља свом првенцу из другог брака, Переу.
Са другом женом, Виолантом од Угарске, имао је деветоро деце:
- Пере (будући Пере III Велики), који је наследио краљевине Арагон и Валенсија и каталонске грофовије.
- Ђауме (будући Ђауме II од Мајорке), који је наследио краљевину Мајорку која је подразумевала Балеарска острва, од којих је Менорка још увек била у рукама муслимана који је плаћао порез од 1231, као и грофовије Росељо и Сердања и територије које је Ђауме I задржао у Окситанији.
- Феран (1245—1250), који је умро са 5 година.
- Санчо (1250—1279), надбискуб од Толеда, умро је као заробљеник Мавара из Гранаде.
- Виоланте од Арагона (1236—1301), удата за Алфонса X Мудрог
- Констанца (1239—1269), удата за кастиљанског принца Мануела, брата Алфонса X Мудрог
- Санча, која се замонашила и умрла у Јерусалиму.
- Марија 1248—1267), такође се замонашила.
- Изабела (1247—1271), жена француског краља, Филипа III Храброг